# مارتا روخاس
مارتا روخاس (بالإسبانية: Marta Rojas)‏ (من مواليد 17 مايو 1928) هي صحفية كوبية، ومؤرخة، وكاتبة قصص تاريخية، وبطلة ثورية. شاهدت مارتا على الهجوم الذي وقع في 26 يوليو 1953 على ثكنات مونكادا، وأبلغت عن موضوع الرقابة على ريفيفا بوهيميا.

## حياتها المبكرة وتعليمها
وُلدت مارتا روخاس، وهي ابنة خيّاط، في سانتياجو دي كوبا، في 17 مايو 1928 (أو 1931 وفقًا لمصادر أخرى). درست مارتا في المدارس العادية. وعلى الرغم من أنها اعتقدت أنها تريد أن تصبح طبيبة، إلأا أنها غيرت رأيها عندما وصلت إلى هافانا، وتخرجت من مدرسة مانويل ماركيز ستيرلينغ للصحافة المهنية.

## حياتها المهنية
عملت روخاس في مجلة ريفيستا بوهيميا، وعملت أيضًا بعد الثورة، لجريدة فيردي أوليفو وتراباجو. كما عملت في صحيفة غرانما منذ تأسيسها، والتي تغطي العديد من الفعاليات المحلية والدولية (بما في ذلك العديد من الرحلات التي قام بها فيدل كاسترو في الخارج). كما عملت كمراسلة حربية في فيتنام. كتبت روخاس عدة روايات تتعامل مع تأسيس الأمة الكوبية ونضال المهووسين منذ القرن الثامن عشر. انتقلت بعد ذلك إلى كتابة الروايات التاريخية، وقد نشرت العديد من الكتب، بما في ذلك مونكادا، وجيل الذكرى المئوية، ومحاكمة مونكادا، وتانيا الغوريلا والشخص الذي يجب أن يعيش وشهادات حول أبل سانتا ماريا. كما تم إدراج مقتطفات تُرجمت من قبل جان ستابس وبيدرو بيريز ساردوي من روخاس (التي لم تنشر بعد) من رواية الكولومبي دي ري سبنس مختارات من بنات أفريقيا في عام 1992، الذي حرره مارغريت بوسبي.
حصلت روخاس على العديد من الجوائز، مثل جائزة كاسا دي لاس أمريكاس (1978)، وجائزة خوسيه مارتي للصحافة الوطنية (1997) ، تقديرًا لعملها.